# Sunday Night Productions
Sunday Night Productions es una productora de cine y televisión estadounidense fundada por John Krasinski y Allyson Seeger en 2013. Ha producido las series de televisión Lip Sync Battle, Dream Corp LLC y Jack Ryan, el programa de noticias en streaming de YouTube Some Good News (2020) y las películas Brief Interviews with Hideous Men (2009), Promised Land (2012), The Hollars (2016) y A Quiet Place Part II (2020).

## Historia
En 2013, John Krasinski y Allyson Seeger formaron Sunday Night Productions con las ganancias de Krasinski de The Office. En mayo de 2014, Krasinski y Seeger produjeron su película The Hollars, que fue adquirida por Sony Pictures Classics. En septiembre de 2014, Krasinski produciría tanto la comedia de Shawn Wines sobre un estudiante de derecho convertido en recolector de basura, como también el híbrido de lugar de trabajo/familia de Josh Siegal y Dylan Morgan hasta Sunday Night para NBC, pero no ha habido más desarrollos para ambos programas. En noviembre de 2015, se anunció que Krasinski y Seeger coproducirán Dream Corp, LLC con Stephen Merchant para Adult Swim. En septiembre de 2016, se anunció que Krasinski y Seeger coproducirían la adaptación de Alex Carter del libro y blog My Bad Parent para Fox, pero no ha habido más novedades desde entonces. En marzo de 2017, se anunció que Krasinski y Seeger coproducirían la película A Quiet Place con Platinum Dunes para Paramount Pictures, con Krasinski también coescribiendo y dirigiendo.

### Proyectos anteriormente en desarrollo y actualmente en desarrollo
En 2013, Krasinski vendió un guion especulativo para producir una película de acción y aventuras que escribió con Oren Uziel para Warner Bros.  En abril de 2018, Krasinski y Platinum Dunes producirán el thriller de ciencia ficción Life on Mars, basado en un cuento de Cecil Castellucci para Paramount. En mayo de 2018, Sunday Night producirá la miniserie de Chateut Marmont de Krasinski y Aaron Sorkin, The Hotel on Sunset, para HBO. En julio de 2018, Sunday Night coproducirá una película biográfica de Marc Rich y Matt Damon está en conversaciones para interpretar a Rich. El 22 de marzo de 2019, Sunday Night anunció que produciría la adaptación cinematográfica de las memorias de Rebecca Alexander, Not Fade Away, para Annapurna Pictures junto con David O. Russell, con Emily Blunt en conversaciones para interpretar a Alexander. En noviembre de 2020, Krasinski producirá A Quiet Place: Day One, que Jeff Nichols originalmente escribiría y dirigiría antes de que Michael Sarnoski se hiciera cargo. En marzo de 2021, Krasinski y Platinum Dunes producirán el thriller psicológico Apartment 7A de Natalie Erika James, para Paramount Players. En mayo de 2021, la empresa firmó un acuerdo de primera vista con Paramount, que se extendió aún más en abril de 2024.

## Filmografía

### Películas
| Año  | Título                            | Director            | Distribuidores         | Notas                                                              | Presupuesto             | Recaudación (mundial)     |
| ---- | --------------------------------- | ------------------- | ---------------------- | ------------------------------------------------------------------ | ----------------------- | ------------------------- |
| 2009 | Brief Interviews with Hideous Men | John Krasinski      | IFC Films              | N/A                                                                | N/A                     | $33,745                   |
| 2012 | Tierra prometida                  | Gus Van Sant        | Focus Features         | con Participant Media, Image Nation Abu Dhabi y Pearl Street Films | 15 millones de dólares  | 11 millones de dólares    |
| 2016 | The Hollars                       | John Krasinski      | Sony Pictures Classics | con Groundswell Productions y Sycamore Pictures                    | 3,8 millones de dólares | 1,1 millones de dólares   |
| 2018 | A Quiet Place                     | John Krasinski      | Paramount Pictures     | con Platinum Dunes                                                 | 17 millones de dólares  | 350,3 millones de dólares |
| 2020 | A Quiet Place Part II             | John Krasinski      | Paramount Pictures     | con Platinum Dunes                                                 | 55 millones de dólares  | 297,4 millones de dólares |
| 2024 | Amigos imaginarios                | John Krasinski      | Paramount Pictures     | con Maximum Effort                                                 | 110 millones de dólares | 181,3 millones de dólares |
| 2024 | A Quiet Place: Day One            | Michael Sarnoski    | Paramount Pictures     | con Platinum Dunes                                                 | 67 millones de dólares  | 261,9 millones de dólares |
| 2024 | Apartment 7A                      | Natalie Erika James | Paramount Pictures     | con Paramount Players y Platinum Dunes                             | N/A                     | N/A                       |

### Televisión
| Año       | Título          | Creadores                       | Red               | Notas |
| --------- | --------------- | ------------------------------- | ----------------- | --- |
| 2015–2019 | Lip Sync Battle | John Krasinski Stephen Merchant | Paramount Network | con Eight Million Plus Productions, Matador Content, Four Eyes Entertainment y Casey Patterson Entertainment                           |
| 2016–2020 | Dream Corp. LLC | Daniel Stessen                  | Adult Swim        | con Caviar Content (temporada 1), Alive and Kicking, Inc. (temporada 2) y Williams Street                                              |
| 2018–2023 | Jack Ryan       | Carlton Cuse Graham Roland      | Prime Video       | con Amazon MGM Studios, Paramount Television Studios, Platinum Dunes, Skydance Television, Genre Arts y Push, Boot. (temporadas 1 y 2) |
| 2020      | Some Good News  | John Krasinski                  | YouTube           | N/A |
| 2023      | Curses!         | Jim Cooper Jeff Dixon           | Apple TV+         | con DreamWorks Animation Television |

### Próximamente

#### Películas
- The King of Oil (con Universal Pictures)
- Not Fade Away (con Annapurna Pictures)
- Life on Mars (con Paramount Pictures) [17]
- Película de acción y aventuras sin título (con Warner Bros. Pictures)
- A Quiet Place Part III (con Paramount Pictures) [18]

#### Televisión
- The Hotel on Sunset (con Warner Bros. Television)

## Premios y reconocimientos

### Premios de la crítica
| Año  | Categoría                                  | Obra nominada   | Resultado | Árbitro. |
| ---- | ------------------------------------------ | --------------- | --------- | -------- |
| 2019 | Mejor película de ciencia ficción y terror | A Quiet Place   | Ganador   | [ 19 ]   |
| 2019 | La mejor serie estructurada                | Lip Sync Battle | Nominado  | [ 20 ]   |

### Premios Emmy
| Año  | Categoría                                     | Obra nominada   | Resultado | Árbitro. |
| ---- | --------------------------------------------- | --------------- | --------- | -------- |
| 2018 | Programa de realidad estructurada excepcional | Lip Sync Battle | Nominado  | [ 21 ]   |
| 2017 | Programa de realidad estructurada excepcional | Lip Sync Battle | Nominado  |          |
| 2016 | Programa de realidad estructurada excepcional | Lip Sync Battle | Nominado  |          |

### Premios del Sindicato de Productores de Estados Unidos
| Año  | Categoría                                        | Obra nominada   | Resultado | Árbitro. |
| ---- | ------------------------------------------------ | --------------- | --------- | -------- |
| 2018 | Productor destacado de televisión de competición | Lip Sync Battle | Nominado  | [ 22 ]   |
| 2017 | Productor destacado de televisión de competición | Lip Sync Battle | Nominado  | [ 23 ]   |

### Premios Webby
| Año  | Categoría                            | Obra nominada                 | Resultado | Árbitro. |
| ---- | ------------------------------------ | ----------------------------- | --------- | -------- |
| 2020 | Premio Webby por logros especiales   | Some Good News                | Ganador   | [ 24 ]   |
| 2019 | Premio Webby al mejor vídeo: tráiler | Dream Corp LLC Dream Sequence | Nominado  | [ 25 ]   |